# Эортология
Эортоло́гия (праздникове́дение, от греч. ἑορτή — «праздник» и λόγος — «слово, речь, разум; мнение, учение») — вспомогательная историческая дисциплина, предметом которой являются праздники и проблема их происхождения.
Исторически эортология возникла в системе богословских наук в рамках литургики — специальной церковной науки, занимающейся изучением богослужения, составляя, наряду с гимногра́фией, один из её подотделов, сосредотачивающийся на вопросах истории возникновения праздников, их развития, а также сопутствующих этому вопросах истории возникновения календаря и типов календарей, развития Типикона как регулятора повседневной и праздничной церковной жизни.
В XX веке термин появляется также на стыке культурологических и психолого-педагогических прикладных исследований, предметом которых являются праздники как формы социальной активности. Так, в комбинации с игрологией эортологи́ческий материал привлекается в объёме, не предполагающем специфического богословского осмысления праздников религиозного происхождения, сосредотачивая внимание прежде всего на внешних структурообразующих формах праздников и её психическом восприятии участниками, обосновывая на этом те или иные рекомендации по технической организации соответствующих массовых действ.